# 成川揆
成川 揆（なるかわ はかる、安政6年10月20日（1859年11月14日） - 1919年（大正8年）1月26日）は、日本の海軍軍人。最終階級は海軍少将。日本海海戦時の仮装巡洋艦「信濃丸」艦長として知られる。

## 人物
江戸生まれ。成川要人の二男。海軍大学校卒。
1905年（明治38年）の日露戦争における日本海海戦時は仮装巡洋艦「信濃丸」の艦長だったが、哨戒中の五島列島付近でロシア海軍のバルチック艦隊を発見した。その際に打電した「敵艦隊見ゆ」の一文は有名である。翌明治39年（1906年）に少将となる。

## 官歴
- 1872年  (明治5年) - 海軍兵学寮入校[6]（海兵6期）
- 1889年（明治22年）7月29日 - 海軍大学校入学（甲号2期）[4]
- 1890年（明治23年）7月30日 - 海軍大学校卒業
- 1898年（明治31年）1月22日 - 愛宕艦長[4]
- 1899年（明治32年）9月29日 - 任 海軍大佐、千代田艦長[4]
- 1900年（明治33年）
  - 6月7日 - 扶桑艦長[4]
  - 8月6日 - 須磨艦長[4]
  - 9月25日 - 高砂艦長[4]
  - 12月6日 - 台湾総督府海軍幕僚参謀[4]
- 1901年（明治34年）7月4日 - 台湾総督府海軍幕僚長[4]
- 1903年（明治36年）
  - 7月7日 - 待命[4]
  - 12月28日 - 金剛艦長
- 1904年（明治37年）
  - 1月12日 - 金剛艦長[4]
- 1905年（明治38年）
  - 1月12日 - 日本丸艦長[4]
  - 2月28日 - 待命[4]
  - 3月15日 - 信濃丸艦長[4]
  - 6月14日 - 日本丸艦長　11月4日まで。
- 1906年（明治39年）11月30日 - 任 海軍少将、予備役[4]

## 栄典・授章・授賞
位階
- 1885年（明治18年）9月16日 - 従七位[7]
- 1890年（明治23年）12月8日 - 正七位[8]
- 1895年（明治28年）4月15日 - 従六位[9]
- 1898年（明治31年）3月8日 - 正六位[10]
- 1899年（明治32年）11月6日 - 従五位[11]
- 1904年（明治37年）11月18日 - 正五位[12]
- 1906年（明治39年）12月27日 - 従四位[13]

勲章
- 1895年（明治28年）11月18日 - 明治二十七八年従軍記章[14]
- 1901年（明治34年）11月20日 - 勲三等瑞宝章[15]
- 1902年（明治35年）5月10日 - 明治三十三年従軍記章[16]
- 1906年（明治39年）4月1日 - 功四級金鵄勲章・旭日中綬章・明治三十七八年従軍記章[17]
- 1915年（大正4年）11月10日 - 大礼記念章（大正）[18]

## 登場する作品
ドラマ
- 坂の上の雲（NHK総合、2009年〜2011年） - 演：田中要次